# Condado de Caldwell (Carolina del Norte)
El condado de Caldwell  (en inglés: Caldwell County, North Carolina) es un condado del estado estadounidense de Carolina del Norte. En el censo del año 2010 tenía una población de 83 029 habitantes. Su población estimada, a mediados de 2019, es de 82 178 habitantes.
La sede del condado es Lenoir.
Su nombre es en homenaje a Joseph Caldwell, primer presidente de la Universidad de Carolina del Norte.

## Geografía
Según la Oficina del Censo, el condado tiene un área total de 1228 km² (474,1 mi²), de la cual 1222 km² (471,8 mi²) es tierra y 8 km² (3,1 mi²) es agua.

### Municipios
El condado se divide en trece municipios: Municipio de Globe, Municipio de Hudson, Municipio de Johns River, Municipio de Kings Creek, Municipio de Lenoir, Municipio de Little River, Municipio de Lovelady, Municipio de Lower Creek, Municipio de Mulberry, Municipio de North Catawba, Municipio de Patterson, Municipio de Wilson Creek y Municipio de Yadkin Valley.

### Condados adyacentes
- Condado de Watauga norte
- Condado de Wilkes noreste
- Condado de Alexander este
- Condado de Catawba sureste
- Condado de Burker sur
- Condado de Avery noroeste

### Área Nacional protegidas
- Blue Ridge Parkway (parte)
- Bosque Nacional Pisga (parte)

## Demografía
En el 2000 la renta per cápita promedia del condado era de $35 739, y el ingreso promedio para una familia era de $41 665. El ingreso per cápita para el condado era de $17 353. En 2000 los hombres tenían un ingreso per cápita de $28 820 contra $21 850 para las mujeres. Alrededor del 10.70% de la población estaba bajo el umbral de pobreza nacional.

## Lugares

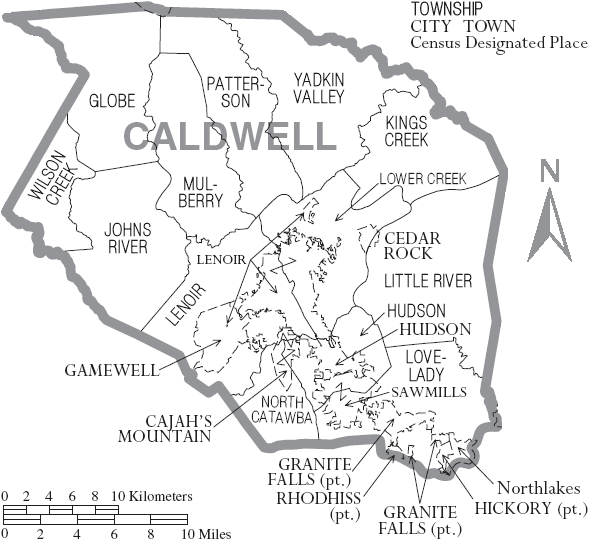
Mapa del Condado de Caldwell en Carolina del Norte con sus municipios

### Ciudades y pueblos
- Blowing Rock
- Cajah's Mountain
- Cedar Rock
- Collettsville
- Gamewell
- Granite Falls
- Hudson
- Lenoir
- Sawmills
- Northlakes
- Rhodhiss